# Cielo profundo
Cielo profundo es un término astronómico utilizado para referirse a los objetos astronómicos más débilmente visibles a grandes distancias de la Tierra como cúmulos estelares, nebulosas y galaxias. Por lo general los objetos del espacio profundo aparecen registrados en diferentes catálogos astronómicos como el catálogo Messier o el NGC (New General Catalogue). El telescopio que ha realizado observaciones de objetos a mayor distancia de la Tierra es el Telescopio espacial Hubble y una de sus imágenes más famosas es conocida como campo Profundo del Hubble.

## Catalogación
Para distinguir los objetos de cielo profundo, se establecen categorías en cuanto al tipo de objeto, su brillo y su tamaño. De igual manera, se distinguen las magnitudes relativas (las observadas a visualmente) de las absolutas (las que se obtienen de un cálculo de las anteriores en función de la distancia del objeto). En los catálogos más comunes se establecen números de objeto en función del orden en el que han sido descubiertos. Hay una cantidad inmensa de objetos de cielo profundo, podríamos decir que más de mil millones. Por supuesto, todo depende de lo que consideremos un objeto de cielo profundo: una galaxia, un cúmulo estelar, o una nube de polvo galáctica, un agujero negro distante... Habitualmente, se consideran objetos de cielo profundo aquellos que son visualmente distinguibles del resto en una fotografía, aunque hay que puntualizar que mediante un análisis del desplazamiento al rojo del espectro del objeto (Efecto Doppler-Fizeau), se podrían diferenciar dos objetos aparentemente unidos.
Al decir "tamaño", hay que distinguir si nos referimos al tamaño real del objeto, habitualmente medido en años luz, o al tamaño relativo del objeto, medido en unidades de arco, o segundos de arco. Un objeto típico de cielo profundo visible a simple vista, pongamos por ejemplo la Galaxia de Andrómeda o M31, tiene una magnitud relativa (o aparente) de 3,4, y un tamaño relativo de 3x1º aproximadamente. Teniendo en cuenta que la Luna tiene un tamaño relativo de aproximadamente medio grado, podríamos pensar que la Galaxia de Andrómeda se verá más grande a simple vista, pero esto no es así, porque por su bajo brillo superficial y el hecho de que palidece al acercarse a los bordes, con instrumentos normales solo podemos ver su núcleo, de un tamaño mucho menor de medio grado, hasta el punto de que es casi inapreciable, a no ser que la noche sea muy clara.